# Erik Janson
Erik Janson (* 5. Dezember 1967 in Neuss) ist ein deutscher Komponist.

## Leben
Nach einem abgeschlossenen Studium der Schulmusik und Germanistik studierte Erik Janson von 1999 bis 2004 Komposition an der Hochschule für Musik und Darstellende Kunst Frankfurt am Main bei Isabel Mundry, zeitweise auch bei Jörg Birkenkötter, und beendete dies mit Auszeichnung.
Er wurde zu den ISCM World Music Days 2002 nach Hongkong eingeladen. 2004 wurde er mit der Komposition von Coeur de l éternelle für großes Ensemble beauftragt, die im Rahmen des Musikfests „10 Jahre ROC“ in der Berliner Philharmonie mit Solisten des Deutschen Symphonie-Orchesters Berlin und des Rundfunk-Sinfonieorchesters Berlin uraufgeführt wurde. 2008 gewann er den 3. Preis beim Internationalen Kammermusik-Kompositionswettbewerbs der Weimarer Frühjahrstage für zeitgenössische Musik sowie den 1. Preis des 5. Internationalen Orgel-Kompositionswettbewerbs der Saarlouiser Orgeltage.
Janson komponierte für renommierte Ensembles und Musiker wie z. B. das Minguet-Quartett, die Sängerin und Schauspielerin Salome Kammer, den Cembalisten und Komponisten Brice Pauset oder die Flötistin Carin Levine.
Seine Werke wurden zudem an wichtigen Plätzen des Musiklebens wie u. a. dem Konzerthaus Berlin, der Tonhalle Düsseldorf und der Musikakademie Rheinsberg sowie im Rahmen von Festivals und Konzertreihen wie Randspiele Zepernick und Contrechamps Genf aufgeführt. Erik Janson lebt als freischaffender Komponist in Düsseldorf.

## Preise und Auszeichnungen
- 2004 Finalist des Boris Blacher Preises[4]
- 2008 1. Preis des 5. Internationalen Orgel-Kompositionswettbewerbs der Saarlouiser Orgeltage

## Werkauswahl

### Großes Ensemble
- Coeur de l’ éternelle für großes Ensemble, 2003, Kompositionsauftrag der Rundfunkorchester und Chöre Berlin (ROC) zum Musikfest „10 Jahre ROC“
- Vocum-Verknotungen für großes Ensemble, 2009
- Notturno – geträumte Nymphen (2012), Doppelkonzert für Kontraforte, Viola und großes Ensemble, 2012, uraufgeführt durch das Ensemble Reconsil Wien[5]

### Kammermusik
- Seiltänze – Dialoge für Klarinette, Akkordeon, 2 Schlagzeuger und Videoband, 1997
- Habiter un éclair für Klarinette, Fagott, Horn und Streichquintett, 2001, Kompositionsauftrag Komponistenatelier Romainmotier, Schweiz
- Poesia für Singstimme und Klavier, 2001, uraufgeführt durch Salome Kammer
- Bhagavat-Gita-Fragmente für Sopran, Flöte, Klarinette, Schlagzeug, Violine, und Violoncello, 2006, komponiert für das Ensemble Phorminx
- Tanz der Rhizome für Tenorblockflöte (auch Bassblockflöte), Viola basso da gamba und Cembalo, 2006, entstanden für Roentgen Connection
- Wo bleibt die Zeit? für Cembalo, 2007, Uraufführung bei Contrechamps Genf mit Brice Pauset
- Fragmente nach Rilke für Sopran und Violoncello, 2008
- Vernetzte Nymphen für Streichquartett, 2010
- Broken nymphs für Sopransaxophon, Akkordeon, Violine und Violoncello, 2011, uraufgeführt vom Ensemble LUX:NM
- Getanzte Zerfetzung für Akkordeon und Viola, 2015